# 等颖早熟禾
等颖早熟禾（学名：Poa rhadina）为禾本科早熟禾属下的一个种。